# Ștefan VII Tomșa
Étienne ou Ștefan VII Tomșa fut prince de Moldavie d'août 1563 à  mars 1564. En principauté de Moldavie la monarchie était élective, comme en Pologne, Transylvanie et Valachie voisines, et le prince (voïvode, hospodar ou domnitor selon les époques et les sources) était élu par (et le plus souvent parmi) les boyards : pour être nommé, régner et se maintenir, il s'appuyait fréquemment sur les puissances voisines, habsbourgeoise, polonaise ou ottomane.
Chef des boyards révoltés contre son prédécesseur Ioannis Ier Vassilikos-Héraklidès il le tue à Suceava et monte sur le trône. Mais la principauté de Moldavie était vassale de l'Empire ottoman et Vassilikos-Héraklidès avait augmenté le tribut annuel versé aux Turcs de 12 000 à 20 000 ducats. C'est donc en vain que Ștefan VII Tomșa, désargenté, essaie de se faire reconnaître par la « Sublime Porte ». Après avoir repoussé à grand-peine une attaque du prince Petru Ier cel Tânăr, il est chassé du trône par l'ancien prince Alexandru IV Lăpușneanu. Réfugié en Pologne, il y est décapité. 
Ștefan VII Tomșa serait le père des princes Ștefan Tomșa le second de Moldavie et Leon Ier Tomșa de Valachie.

## Sources
- (ro) Constantin C. Giurescu & Dinu C. Giurescu, Istoria Românilor Volume II (1352-1606), Editura Ştiinţifică şi Enciclopedică, Bucureşti, 1976.
- Jean Nouzille La Moldavie, Histoire tragique d'une région européenne, Ed. Bieler,  (ISBN 2-9520012-1-9).